# 紫菀
紫菀（学名：Aster tataricus），或稱日本紫菀，是菊科紫菀属一种植物。
种加名 tataricus 意为“鞑靼的”。

## 别名
又名青菀（《吴普本草》）、紫倩（《别录》）、青牛舌头花（河北土名）、山白菜、驴夹板菜、驴耳朵菜（辽宁）、还魂草、返魂草、小辫、夜牵牛（《斗门方》）、紫菀茸(《本草述》)、呼荣-温都苏(蒙族名)

## 形态

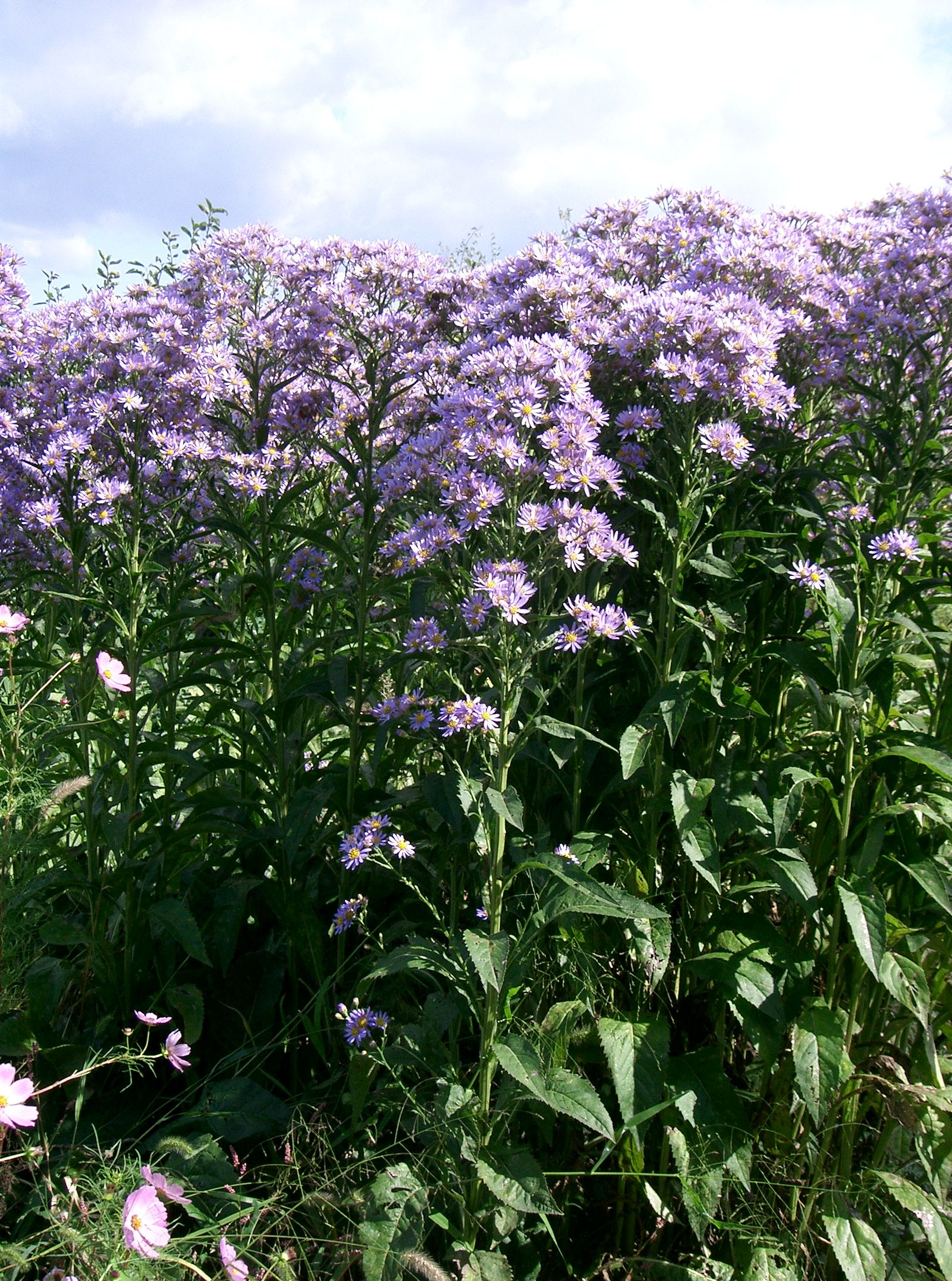
紫菀

多年生草本，株高可达1.8米；须根多数簇生；长椭圆形基生叶丛出形大，秋季开花时脱落，茎生叶较狭小互生，上部叶线形；头状花序密集生于茎顶，边缘舌状花篮为淡紫色，中央管状花为黄色单瓣，花期7－9月，果期9－10月，花色秀丽雅致。

## 分布
分布于朝鲜、俄罗斯、日本以及中国大陆的甘肃、黑龙江、辽宁、河北、河南、山西、吉林、陕西、南部、内蒙古等地，生长于海拔400米至2,000米的地区，多生长在低山阴坡湿地、低山草地、山顶以及沼泽地，目前已由人工引种栽培。

## 药用
紫菀是常用的中药之一。《本经》列为上品，从一些本草著述中可知在古代紫菀原植物不止一种。
根及根茎晒干后切片生用或蜜炙用。性味辛甘苦温，归肺经。润肺下气，消痰止咳。用于痰多喘咳，新久咳嗽，劳嗽咳血。也用于止嗽散等方剂中。
现代研究证实，紫菀可抑制金黄色葡萄球菌、大肠杆菌、痢疾杆菌、伤寒杆菌、假单胞菌和变形弧菌的生长。

## 延伸阅读
[在维基数据编辑]
 《欽定古今圖書集成·博物彙編·草木典·紫菀部》，出自陈梦雷《古今圖書集成》
 《植物名實圖考·紫菀》，出自吳其濬《植物名實圖考》
- 昆明植物研究所. . 《中国高等植物数据库全库》. 中国科学院微生物研究所.   [2009-02-25]. （原始内容存档于2016-03-05）.